# Roberto Soffici
Roberto Soffici (Pola, 29 ottobre 1946) è un cantautore italiano.

## Biografia
Figlio del compositore e arrangiatore Piero Soffici e di Agnese Ines Budicin, inizia la carriera come autore di canzoni, firmando, tra le altre, Non credere per Mina, Un pugno di sabbia per i Nomadi e Casa mia per l'Equipe 84.
Nel 1969 incide il primo 45 giri a proprio nome, Una parola/Possibile, per la Dischi Ricordi, casa discografica con cui incide altri due 45 giri ed un LP, senza raggiungere il successo.
Dopo il cambio di casa discografica ed il passaggio alla Fonit Cetra, ottiene la prima affermazione con Invece adesso, il suo primo disco che entra in classifica.
Del 1980 è Io ti voglio tanto bene, che rimane il suo singolo di maggior successo, risultando uno dei più venduti dell'anno in Italia. Nello stesso anno incide la sigla italiana dell'anime The Monkey, dal titolo Monkey, con lo pseudonimo I Coccodrilli.
In seguito Soffici partecipa al Festival di Sanremo 1982 con la canzone Strano momento, scritta con Andrea Lo Vecchio.
Nel 1987 torna alla ribalta collaborando con Adriano Celentano per la produzione dell'album La pubblica ottusità e scrivendo la musica del brano omonimo, il cui testo fortemente ambientalista è dello stesso Celentano.
Tra gli altri suoi brani più noti si possono annoverare Malinconia, All'improvviso l'incoscienza, Nel dolce ricordo del suo sorriso, Tanto donna, Dimenticare e Un taxi giallo.

## Discografia parziale

### 33 giri
- 1972: In queste ore chiare (Dischi Ricordi, SMRL 6106)
- 1977: All'improvviso l'incoscienza (Fonit Cetra, LPX 57)
- 1978: Il canto dello scorpione (Fonit Cetra, LPX 65)
- 1979: Dimenticare (Fonit Cetra, LPX 76)
- 1986: Roberto Soffici (Farfalla Music Records, FF 86701)

### 45 giri
- 1969: Una parola/Possibile (Dischi Ricordi, SRL 10564)
- 1970: Il caldo tocco dell'amore/Mille gocce d'acqua (Dischi Ricordi, SRL 10594)
- 1970: Malinconia/Dormirò dormirò (Dischi Ricordi, SRL 10619)
- 1971: Foglie gialle/Poliziotto (Dischi Ricordi, SRL 10659)
- 1976: Invece adesso/Lascia stare (Fonit Cetra, SP 1608)
- 1976: All'improvviso l'incoscienza/Per non morire (Fonit Cetra, SP 1635)
- 1977: Nel dolce ricordo del suo sorriso/Poesia, musica e altre cose (Fonit Cetra, SP 1668)
- 1978: Tanto donna/Coraggio (Fonit Cetra, SP 1681)
- 1979: Dimenticare/Sentimento (Fonit Cetra, SP 1702)
- 1980: Io ti voglio tanto bene/Italia (Fonit Cetra, SP 1724)
- 1980: Monkey/Monkey (strumentale)  (Fonit Cetra, TRS 1008) (con lo pseudonimo "I Coccodrilli")
- 1981: Un taxi giallo/Il mare (Fonit Cetra, SP 1747)
- 1982: Strano momento/Come Biancaneve (Fonit Cetra, SP 1765)
- 1984: Mai più/Musica ritmica (Fonit Cetra, SP 1813)